# Unione Sportiva Olginatese
L'Unione Sportiva Olginatese è una società calcistica italiana con sede a Olginate, in provincia di Lecco; i colori sociali della squadra sono il bianco e il nero. 
Fondata nel 1924, ha militato prevalentemente nel calcio dilettantistico lombardo; nel 1947-1948 disputò un campionato di Serie C e dal 2001 ha partecipato a 18 campionati in Serie D.
Nel giugno del 2020 il club si fonde con l'A.C.D. Brianza Cernusco Merate nella nuova "U.S.D. Brianza Olginatese" mantenendo due formazioni giovanili (Brianza Olginatese e Brianza Olginatese Academy).
Nel maggio del 2024 il club conclude la collaborazione con il polo di Merate tornando a chiamarsi U.S.D. Olginatese 1968. 
Attualmente milita in Promozione, sesto livello del campionato italiano di calcio. 

## Storia
La società fu fondata nel 1924 e per cinque anni disputa campionati solo a livello locale.
Durante il periodo fascista partecipa a vari campionati provinciali e regionali, per rimanere inattiva durante il periodo bellico. Nel 1945 si ricostituisce e si riaffilia alla F.I.G.C..
Dopo due anni in Prima Divisione Lombarda, viene promossa in Serie C, dove rimane solo la stagione 1947-1948.
Nel 1952 la società rinuncia e rimane inattiva fino al 1968, quando viene rifondata per partecipare ai soli campionati giovanili. Nel 1972 forma una squadra che gioca in Terza Categoria. Dal 1981 inizia una lenta ma costante scalata dei campionati minori, fino ad arrivare a vincere il girone B dell'Eccellenza Lombarda nel 2000-2001.
Dalla stagione 2001-2002 partecipa al massimo campionato dilettantistico, ottenendo vari piazzamenti di media classifica: massimo risultato finora ottenuto sono i play-off nelle stagioni 2004-2005 e dal 2010-2011 al 2013-2014.
Per la prima volta nella sua storia, una partita dell'U.S. Olginatese è stata trasmessa, in differita, sul canale RAI Rai Sport 2 nella serata di sabato 3 marzo 2012.
Nella stagione 2013-2014 ottiene il miglior piazzamento nella serie D, ossia il secondo posto finale nel girone B. L'anno precedente aveva ottenuto il record dei punti (70), mai ottenuto nel campionato dilettantistico nazionale; nei successivi play-off l'Olginatese sconfigge per la prima volta dopo 65 anni il Lecco, raggiungendo il massimo traguardo nel campionato di Serie D, ossia la terza fase dei play-off.
Il 21 maggio 2017 dopo ben 16 anni consecutivi nella massima serie dilettantistica, i bianconeri retrocedono in Eccellenza dopo aver perso in casa il play-out per 2-3 contro il Lecco. Durante l'estate vengono però riammessi in Serie D a completamento degli organici.
Nel mese di luglio del 2020 l’U.S.D Olginatese e l’A.C.D. Brianza Cernusco Merate si fondono in un nuovo sodalizio calcistico con il nome di “Unione Sportiva Dilettantistica Brianza Olginatese”. La nuova Brianza Olginatese mantiene due formazioni giovanili (Brianza Olginatese e Brianza Olginatese Academy) unendo però la categoria Juniores e la prima squadra iscritta al campionato di Eccellenza.
Nella stagione 2020-21 a causa della pandemia di COVID-19 il campionato di Eccellenza si ferma a meno di un mese dall’inizio del 27 settembre 2020, per poi ripartire l’11 aprile del 2021 con la formulazione di un campionato ridotto (delle 54 squadre iscritte a inizio anno, solo 33 ripartono). Il campionato durerà due mesi, dove i bianconeri porteranno a casa il primo posto ottenendo la promozione in serie D. L’anno successivo la squadra retrocede al campionato di Eccellenza dove attualmente milita.
Nel mese di Maggio 2024 la società torna a chiamarsi USD Olginatese 1968 in seguito al distaccamento del polo di Merate. Il 2024 segna il 100º anno dalla fondazione della società festeggiato il 7 settembre 2024.

## Strutture

### Stadio
L'USD Olginatese 1968 è stabilita nel Centro Sportivo di comunale di Olginate nominato “Centro Sportivo Gianpaolo Redaelli” dopo i lavori di ristrutturazione dell'estate 2022, in onore dello storico presidente dell’US Olginatese. Qui vi sono due campi a 11 in erba sintetica dove tutte le nostre squadre disputano le partite casalinghe.

## Palmarès

### Competizioni regionali
- Prima Divisione: 1

1946-1947 (girone Z)
- Eccellenza: 1

2000-2001 (girone B)
- Promozione: 1

1994-1995
- Seconda Divisione: 1

1938-1939 (girone B, Lombardia)
- Prima Categoria: 1

1990-1991
- Coppa Italia Dilettanti Lombardia: 1

1995-1996

### Competizioni giovanili
- Campionato Nazionale Under-17: 1

2018-2019 (dilettanti)
- Campione Regionale Under-19: 2

2000-2001
2001-2002
- Campione Regionale Under-17: 3

2005-2006
2018-2019
2022-2023
- Campione Regionale Under-15: 1

2010-11